# بطولة قفص الغضب للقتال
بطولة قفص الغضب للقتال (بالإنجليزية: Cage Fury Fighting Championships)‏ هي منظمة أمريكية لفنون القتال المختلطة يعمل بشكل أساسي في شمال شرق الولايات المتحدة.

## وصلات خارجية
- الموقع الرسمي